# Nikolaus Gara (Sohn)
Nikolaus Gara, auch Nikolaus Garai oder ung. Miklós Garai, war von 1402 bis 1433 unter König Sigismund Palatin des Königreichs Ungarn. Nikolaus war Sohn des gleichnamigen Nikolaus von Gara, der ebenfalls Palatin gewesen war und der Sigismunds Schwiegermutter Elisabeth von Bosnien und Sigismunds Ehefrau Maria von Ungarn unter Verlust seines Lebens bis 1387 gedient hatte. Auch Nikolaus’ Bruder Ladislaus Gara wurde im frühen 15. Jahrhundert Palatin. Verheiratet war Nikolaus mit der Tochter Anna des Grafen Herrmann II. von Cilli.
Schon der Tod von Vater Gara fiel in eine Zeit anhaltenden Bürgerkriegs in Ungarn. Noch während der Gefangenschaft von Maria ließ sich Sigismund zum König krönen. Elisabeth ereilte in Gefangenschaft der Tod; Sigismund konnte Maria mit venetianischer Hilfe befreien. Anführer der Truppen Sigismunds war Nikolaus Gara. Maria starb. Nach einem verlorenen Kreuzzug gegen das Osmanische Reich 1395 konnte Sigimund erst 1401 wieder nach Ungarn heimkehren. Er konnte sich nur kurz als König halten und wurde gefangengesetzt; die Bewachung wurde Nikolaus Gara übertragen.
Auf Anraten von Herrmann II. von Cilli sowie seiner Mutter Helena ließ Gara Sigismund nach 18 Wochen Haft frei und verwandte sich dafür, Sigismund wieder als König einzusetzen. Dafür erhielten er und Cilli eine reiche Belohnung von Sigismunds Bruder, dem König von Böhmen, der selbst Machtinteressen in Ungarn hatte. Zudem war verabredet, dass Sigismund und Gara beide Töchter des Cilli heiraten sollten (Barbara, Anna).
Als Palatin begleitete Gara Sigismund auf Reisen nach Prag, um die römisch-deutsche Kaiserwürde dem Hause Luxemburg zu erhalten. Auch nach dem Erbvertrag mit Österreich 1402 stand Gara weiter an Sigismunds Seite, als sich weite Teile des ungarischen Adels abwandten.
Nikolaus besaß ein Haus in der damaligen ungarischen Hauptstadt Ofen. Ein auf den 26. März 1416 datierter und in Paris gegebener Wappenbrief Sigismunds für seinen Schwippschwager ist erhalten.